# Маргулов, Александр Рантикович
Алекса́ндр Ранти́кович Маргу́лов (18 октября 1952, Баку — 9 декабря 1997, полуостров Ямал) — выпускник Московского института нефтехимической и газовой промышленности им. И. М. Губкина (1974), инженер по специальности "Разработка, эксплуатация и комплексная механизация газовых и газоконденсатных месторождений.

## Биография
Родился 18 октября 1952 года в Баку в семье горного инженера.
- 1969 — окончил среднюю школу.
- 1969—1974 — учёба в МИНХИГП им. И. М. Губкина.
- 1974—1977 — оператор по добыче газа, инженер смены ОПС-1 «Надымгазпрома» — месторождение Медвежье.
- 1977—1980 — старший инженер «Союззагрангаза» Миннефтегазстроя СССР.
- 1980—1984 — ООО «Уренгойгазпром», заместитель начальника, начальник ОПС, главный инженер газопромыслового Управления.
- 1984—1997 — главный инженер, генеральный директор ООО «Ямбурггаздобыча»; одновременно — и. о. председателя Совета директоров Ассоциации «Стройтрансгаз» (1996—1997).
- 1997 — Генеральный директор ЗАО «Ямалгазинвест».

## Достижения и награды
- награждён орденами: «Знак Почета» (1987), «дружбы народов»(1995), медалями «За освоение недр и развитие нефтегазовою комплекса Западной Сибири» (1986);
- удостоен звания «Почетный работник газовой промышленности»;
- один из создателей журнала «Рынок нефтегазового оборудования СНГ» («Нефтсгазовая вертикаль»);
- академик Горной академии РФ;
- автор многих научно-технических статей, монографии «Оптимизация темпов разработки месторождений с учётом ресурсосбережения» (1994);
- автор многих патентов, изобретений.